# Giếng trời

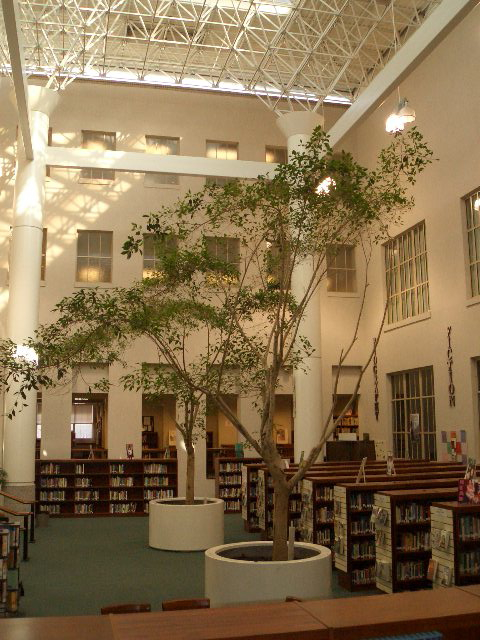
Giếng trời ở Trường Trung học Tucson, Hoa Kỳ

Giếng trời hay còn gọi là sân thiên tỉnh là một không gian mở lớn nằm bên trong tòa nhà và thường có mái kính. Trong kiến trúc La Mã cổ đại, giếng trời giúp đưa ánh sáng và không khí vào các khu vực bên trong nhà. Ngày nay, giếng trời hiện đại thường cao nhiều tầng, có mái kính hoặc cửa sổ lớn và thường nằm ngay sau cửa chính của tòa nhà (khu vực sảnh). Giếng trời được ưa chuộng vì tạo cảm giác rộng rãi và sáng sủa cho không gian bên trong. Trong những năm gần đây, giếng trời đã trở thành yếu tố quan trọng trong nhiều tòa nhà. Người sử dụng thích giếng trời vì không gian nội thất trở nên sinh động, sáng sủa và thoải mái, đồng thời vẫn có thể nhìn ra bên ngoài. Các nhà thiết kế đánh giá cao giếng trời vì tạo ra các kiểu không gian mới. Các nhà phát triển tòa nhà cũng xem giếng trời là yếu tố giúp tăng giá trị thương mại và sự thu hút của công trình.